# Tanjung Gading (Rajabasa)
Tanjung Gading is een bestuurslaag in het regentschap Lampung Selatan van de provincie Lampung, Indonesië. Tanjung Gading telt 492 inwoners (volkstelling 2010).